# Segelkatamaran

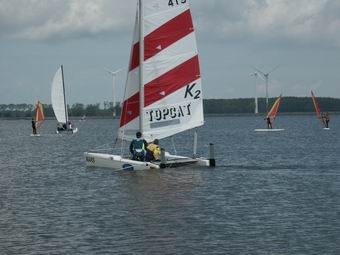
Topcat K2

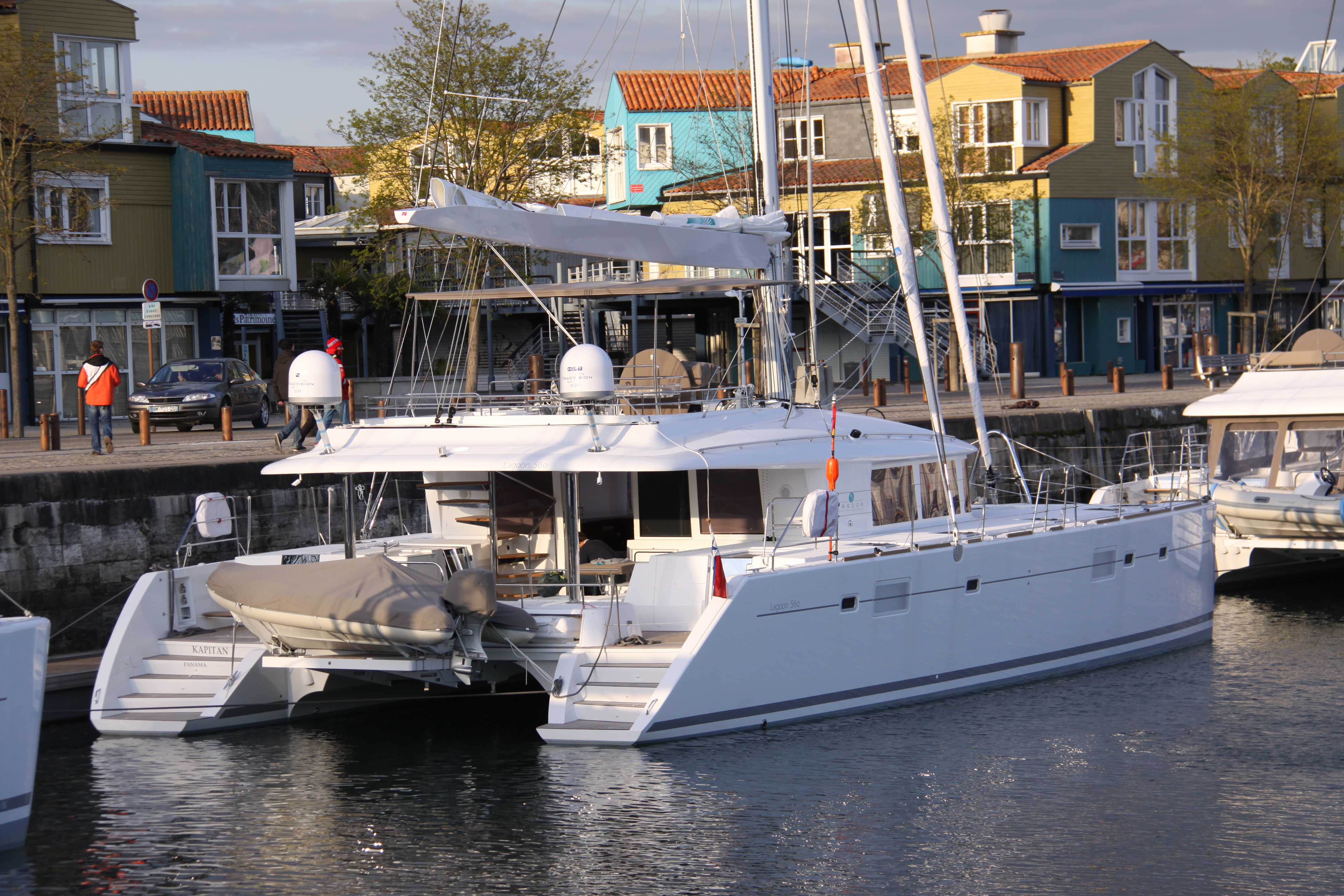
Fahrtenkatamaran

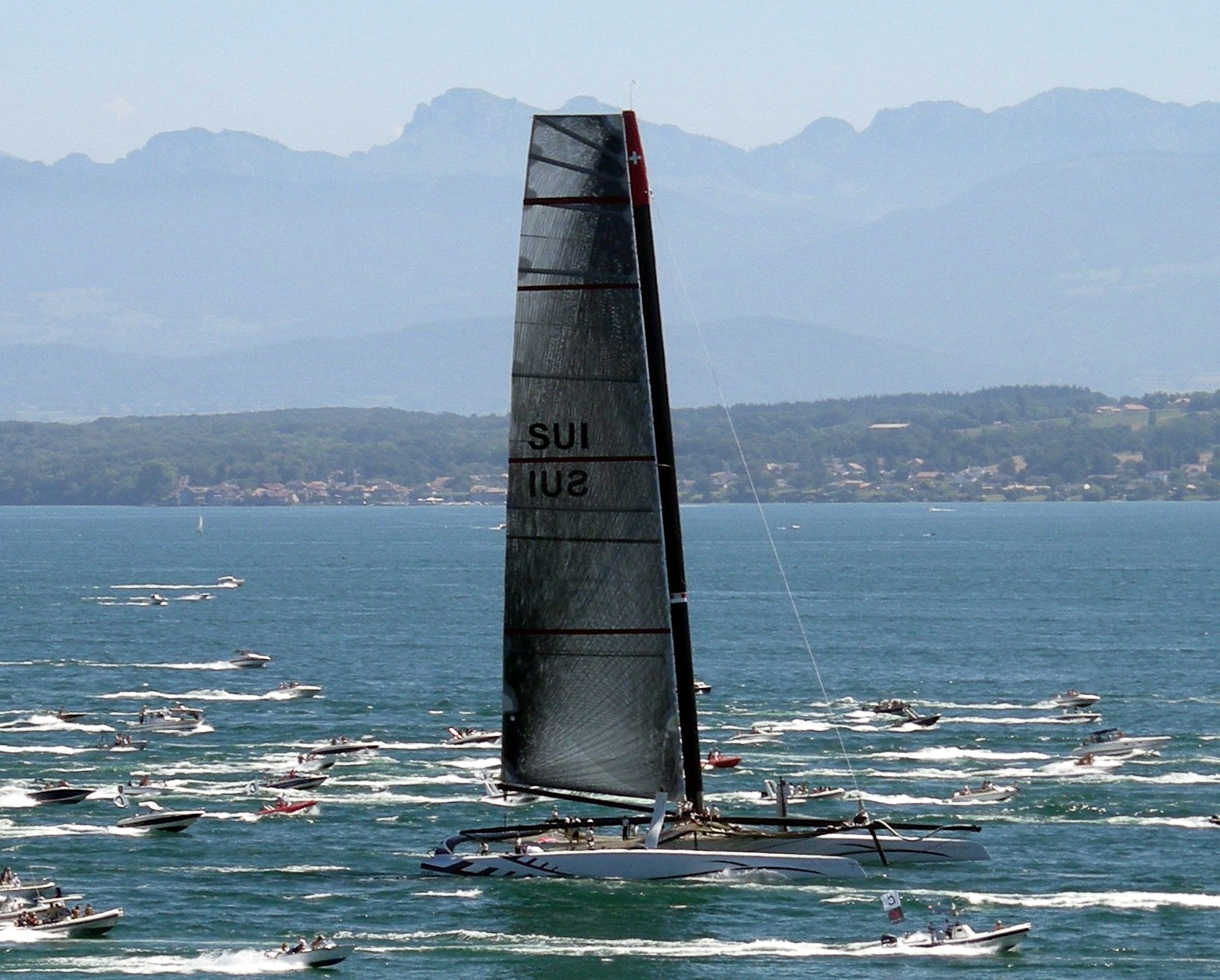
Alinghi 5 2009 im Genfersee, Passage vor Nyon

Segelkatamarane sind Katamarane, die für das Segeln gedacht sind, also Segelboote oder Segelyachten mit zwei Rümpfen. Sie dienen in erster Linie als Fahrtenyachten oder als extra-leichte, schnelle Sportgeräte.

## Erfolge
So erreichte 2006 Bruno Peyron mit dem knapp 37 Meter langen Maxi-Katamaran Orange II 766 Seemeilen in 24 Stunden. Dieses Etmal wurde während einer Rekord-Atlantiküberquerung in 4 Tagen, 8 Stunden und 23 Minuten aufgestellt.
Thomas Coville hat mit seinem 32-Meter-Maxi-Trimaran Sobedo das Einhand-Etmal verbessert. Der Franzose legte während seiner Weltumsegelung in 24 Stunden 628,5 Meilen zurück (Durchschnittsgeschwindigkeit 26,2 Knoten).
Fahrtenkatamarane bieten den großen Vorteil, dass sie, bezogen auf die Schiffslänge, deutlich mehr Platz bieten als Segelyachten mit nur einem Rumpf. So sind in den Rümpfen (ab zehn Meter Länge) zumeist die Kabinen und Nasszellen untergebracht, während das Brückendeck für Salon, Pantry und Navigation genutzt wird. Fahrtenkatamarane krängen kaum und bieten daher mehr Komfort beim Segeln. Die Am-Wind-Leistungen sind abhängig vom Bootskonzept, ob Fahrten- oder Regattaboot, ob mit Kielen oder Schwertern ausgestattet. Katamarane haben einen höheren Anschaffungs- und Unterhaltspreis, nicht zuletzt auch durch zwei Motoren bedingt. Diese wiederum bieten aber hervorragende Manövrierfähigkeiten sowie zusätzliche Sicherheit.
Im Segelsport werden offene Rennkatamarane nicht in Klassen, wie sonst im Segelsport üblich, sondern in Divisionen von A bis D eingeteilt. Diese definieren sich durch jeweilige Höchstmaße für Länge, Breite und Segelfläche (Grenzmaßklassen). Der einst olympische Tornado gehört beispielsweise zu den B-Katamaranen. Zudem sind verschiedenste nationale und internationale Klassenvereinigungen zu vermeintlichen Werftklassen und Bootsklassen zu finden. Eine Auswahl:
- A-Katamaran
- Dart 18
- Formula 18
- Hobie 14
- Hobie 16
- Topcat
- 18HT
- Extreme 40

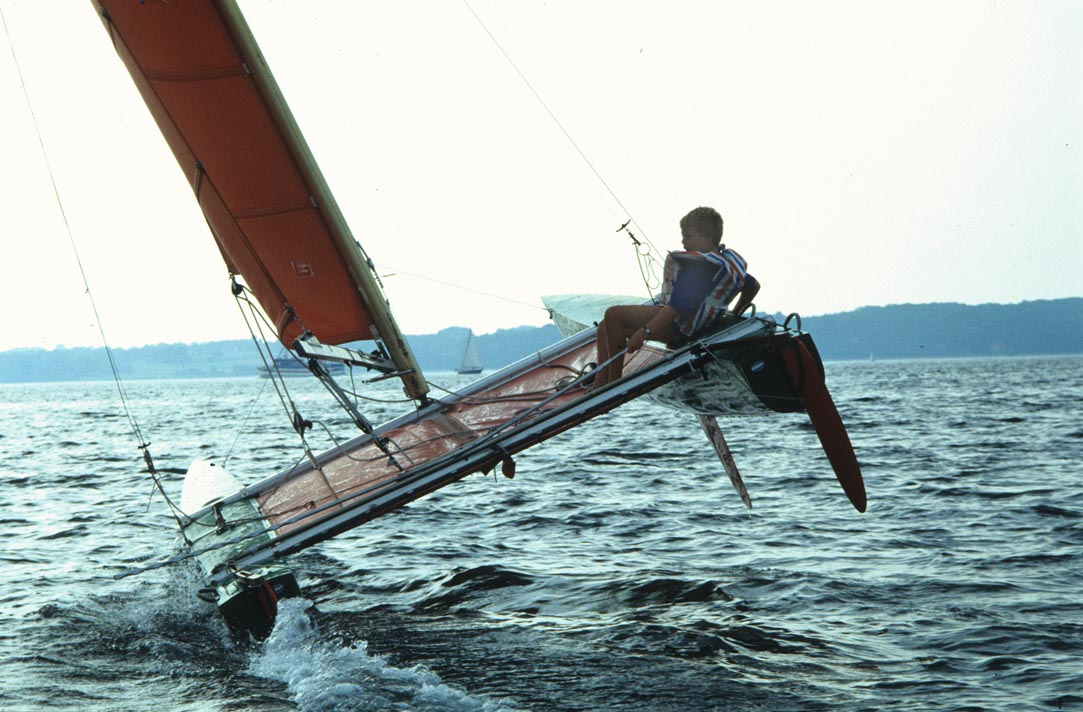
Tornado
Hobie 14
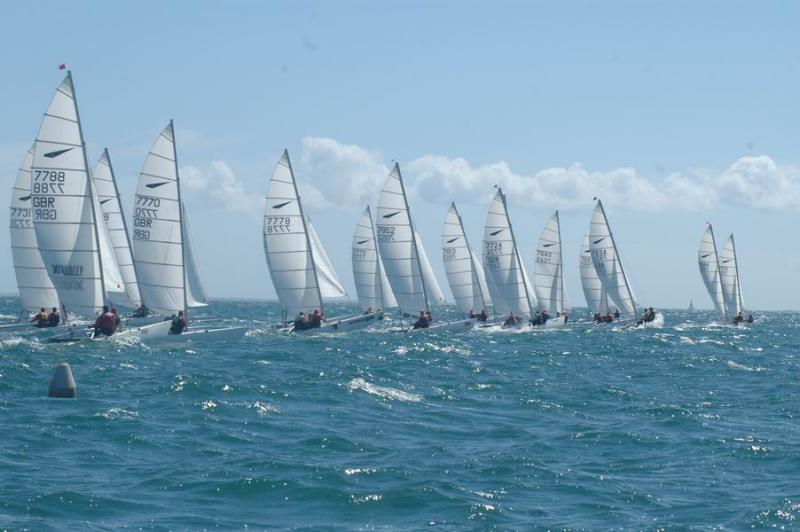
Dart 18

Bei der größten Katamaranregatta der Welt, der Ronde om Texel, dürfen Katamarane bis 27 Fuß (circa 8,23 Meter) teilnehmen. Dazu gehören die oben genannten Bootsklassen.

## Schlauchboot-Segelkatamarane

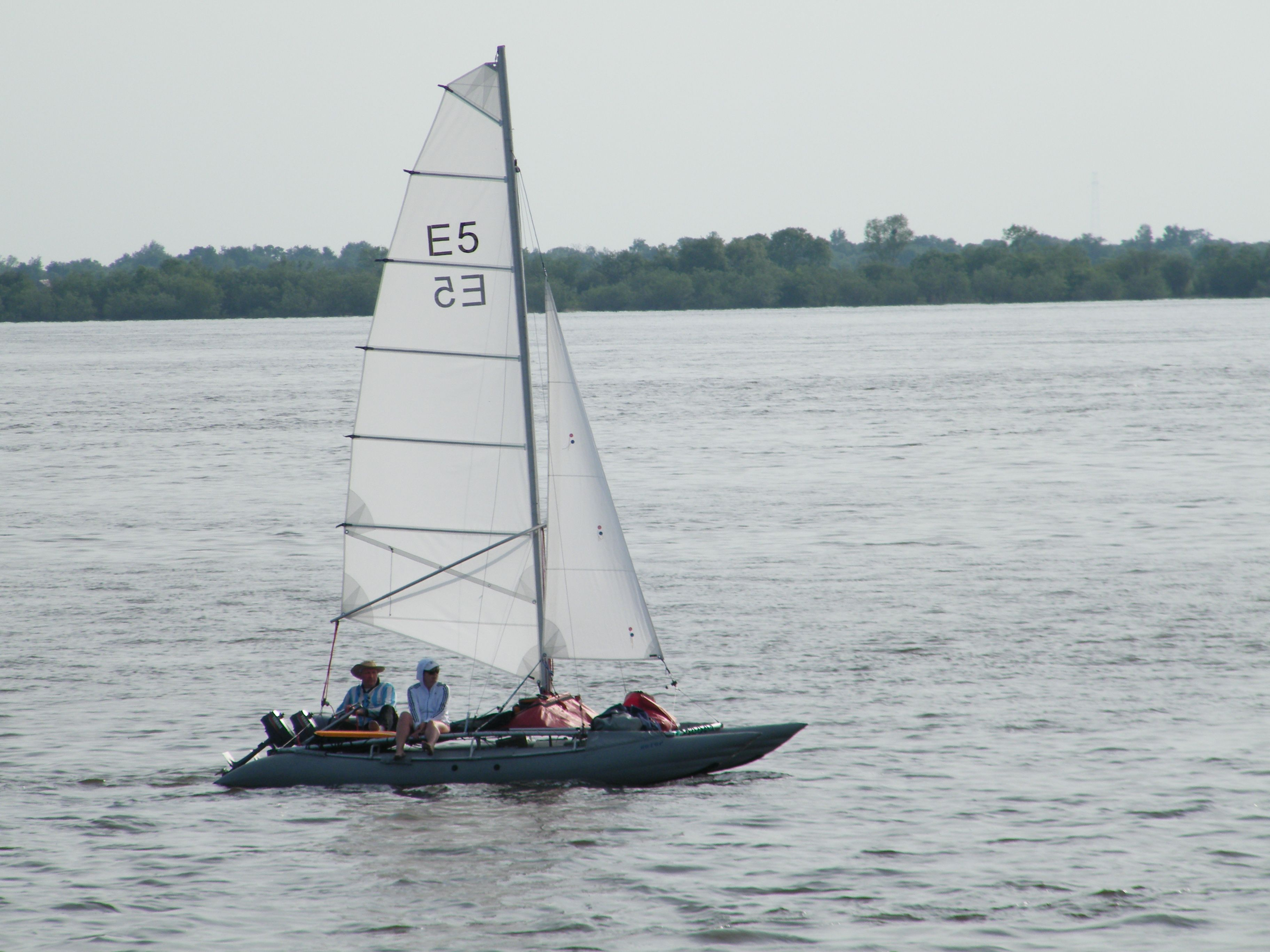
Russischer Schlauchkatamaran

Freizeit- oder Hobbykatamarane mit Besegelung, die zwei aufblasbare Rümpfe haben und bis etwa fünf Beauforts und geringer Welle einsetzbar sind, werden Schlauchboot-Segelkatamarane genannt. Je nach Hersteller und Typ gibt es Besegelungen von 8 bis 16 m². Vorteil ist die komplette Zerlegbarkeit für den Transport in mehreren großen Taschen. Dadurch entfällt auch ein Dauerliegeplatz. Die Auf- oder Abbauzeit des Katamarans liegt, je nach Hersteller und Übungsgrad des Zusammenbauers, zwischen 20 Minuten und 2 Stunden.
Auch bei den Schlauchkatamaranen gibt es sehr unterschiedliche Varianten. Man findet leichte, sportliche und sehr schnelle Typen. Diese sind für hohe Geschwindigkeiten und schnellen Aufbau optimiert. Ein Beispiel ist die tschechische Modellreihe MiniCat. Aber auch sehr robuste für Expeditionen geeignete Varianten existieren. Vor allem in Russland wurden diese entwickelt. Sie zeichnen sich durch hohe Stabilität, Sicherheit und ein Mehrkammernsystem in den Schwimmern aus, sind aber auch deutlich schwerer und aufwändiger zu montieren.
- Smartkat

## Sicherheit
Die Stabilität eines Segelkatamarans resultiert aus der Bootsbreite, auf die als Faktor der Hebelarm der Höhe des Segeldruckpunktes über der Konstruktionswasserlinie einwirkt. Der Segelkatamaran ist nicht gewichtsstabil, kann daher theoretisch kentern. Als Kompromiss wird bei Fahrtenkatamaranen in der Regel ein niedrigeres Rigg eingesetzt, wodurch erhöhte Stabilität durch einen niedrigen Segeldruckpunkt erreicht wird, was in der Praxis zu weniger Höhe am Wind führt. Abhängig von Rumpfform, der Bootsgröße, dem Bootsgewicht sowie den seglerischen Fähigkeiten der Crew, kann das hohe Geschwindigkeitspotential von Segelkatamaranen die mäßige Am-Wind-Leistung kompensieren.